# Ancyloscelis frieseanus
Ancyloscelis frieseanus är en biart som först beskrevs av Adolpho Ducke 1908.  Ancyloscelis frieseanus ingår i släktet Ancyloscelis och familjen långtungebin. Inga underarter finns listade i Catalogue of Life.